# Tempesta de neu
Un temporal de neu, tempesta de neu, o rufa és un fenomen meteorològic produït per una depressió atmosfèrica hivernal important. Entre la fi de la tardor i el començ de la primavera aquests sistemes es formen dins una massa d'aire sota el punt de congelació i les precipitacions cauen en forma de neu en quantitats importants. Aquests sistemes cobreixen grans extensions l'escala sinòptica. Si la neu és empesa pel vent i redueix molt la visibilitat, es pot anomenar ja torb o borrufada (conegut com a blizzard en anglès i com a ventisca en castellà). En canvi, quan només hi ha vent que alça i empeny els flocs de neu del terra, es pot dir borrufa.

## El nom
Val a dir que la forma preferida pels mitjans de comunicació en català, incloent el Servei Meteorològic de Catalunya, és "temporal de neu".

## Quantitats

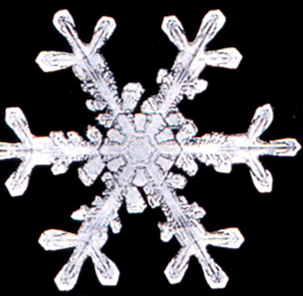
Un floc de neu està principalment compost per l'aire

Els flocs de neu tenen una densitat ben inferior a la de l'aigua que s'obté quan es fon. Els cristalls del glaç que formen els flocs ocupen molt poc volum dins d'ells i la majoria és aire. De mitjana la fusió d'un centímetre de neu no donarà res més que un mm de gruix de neu essent una relació de 10 per 1. Quan l'aire és molt fred la relació pot arribar a ser de 30 per 1.
Una tempesta de neu pot colgar una població amb les congestes de neu però la quantitat d'aigua caiguda serà poca en relació amb una forta tempesta d'estiu. Per exemple una nevada que deixi 20 cm de neu al sòl serà equivalent a una pluja de 20 mm. Les tempestes de neu es produeixen en un ambient relativament sec quan se les compare amb les pluges torrencials tropicals que poden deixar centenars de litres de pluja en 24 hores.

## Impactes

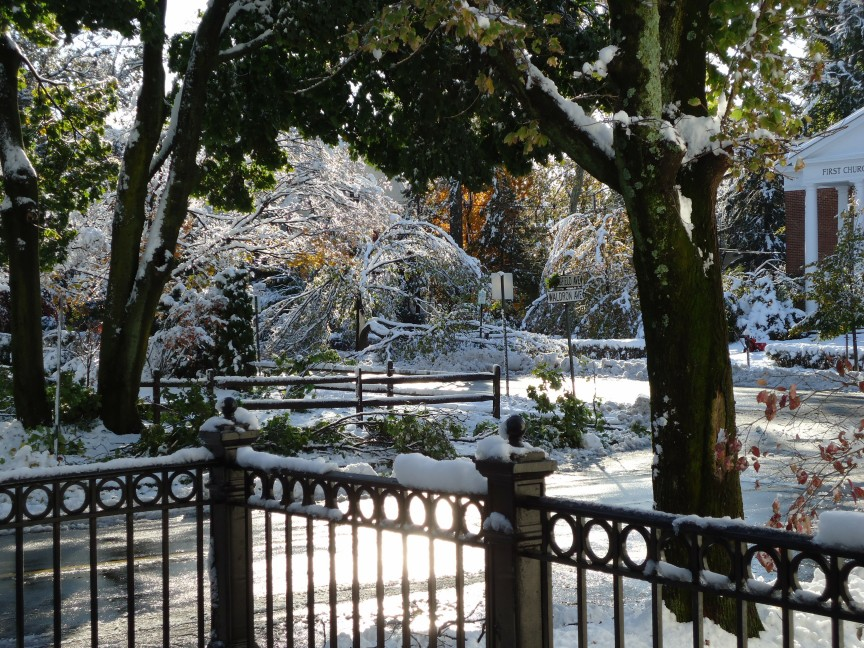
Després d'una forta nevada o rufa l'octubre de 2011 a Nova Jersey

L'impacte d'una tempesta de neu varia segons el lloc on caigui. Les regions on aquests fenòmens es produeixen amb regularitat estan preparades per afrontar-los. Per exemple, Quebec o Mont-real, al Canadà, reben de 200 a 400 cm de neu cada any i disposen de la maquinària pesant per treure la neu i la població sap com evitar els problemes que causen. El Servei meteorològic del Canadà envia avisos meteorològics de neu quan es preveu una nevada de més de 15 cm. En canvi ciutats com Atlanta (dels Estats Units), Canberra (Austràlia) o Vancouver tindran un avís meteorològic per quantitats de neu previstes molt més petites.
En general els impactes directes van des de dificultar la circulació dels automòbils a paralitzar tots els transports. Les persones poden perdre's i patir hipotèrmia.

### Exemple sinòptic
Les tempestes de neu poden afectar grans extensions. Així el 4 de març de 1971 va caure 50 cm de neu sobre tot l'est del Canadà i el nord-est dels Estats Units, acompanyat de vents violents.

### Exemple localitzat

Ràdar a la zona del Llac Erie durant una tempesta de neu

També existeix el fenomen de les rufes localitzades. A la regió dels Grans Llacs d'Amèrica del Nord, per exemple, quan l'aire àrtic passa pels llacs, sorgeix una situació meteorològica molt inestable i s'hi formen precipitacions extenses, no sent rares nevades localitzades de 50 a 100 cm de gruix de neu sobre un lloc, i gens de neu a pocs quilòmetres de distància. A tall d'exemple, la tempesta de neu Aphid del 12-13 d'octubre de 2006 va deixar 60 cm de neu a Buffalo, als Estats Units, però només pocs flocs a les Cascades de Niàgara, que són molt a prop.
Un altre exemple, és la tempesta de 50 a 100 cm de neu localitzada només a London (Ontario) ocorreguda del 7 al 9 de desembre de 2010. A la propenca ciutat de Toronto no hi va nevar gens.